# Дружинін Михайло Іванович
Михайло Іванович Дружинін (нар. 15 вересня 1920, село Дем'янцево Бежецького повіту Тверської губернії, тепер Бежецького району Тверської області, Російська Федерація — 31 березня 1995, місто Москва) — радянський військово-політичний діяч, член Військової ради — начальник політуправління Далекосхідного військового округу, член Військової ради — начальник політуправління Головного командування військ Далекого Сходу, генерал-полковник (14.02.1978). Кандидат у члени ЦК КПРС у 1981—1986 роках. Депутат Верховної ради Російської РФСР 9—11-го скликань. Герой Радянського Союзу (24.03.1945).

## Життєпис
Народився в селянській родині. Закінчив середню школу.
У Червоній армії з листопада 1939 року. Закінчив школу молодших командирів 215-го окремого батальйону зв'язку 156-ї стрілецької дивізії (місто Сімферополь). Потім у тій же школі командував радіовідділенням курсантів, був помічником командира взводу.
Учасник німецько-радянської війни з осені 1941 року. Брав участь в бойових діях в Криму і на Південному фронті. З кінця 1941 року — помічник командира взводу окремої 11-ї запасної стрілецької бригади в Чкаловській (Оренбурзькій) області, де готували зв'язківців. З березня 1943 по 1944 рік навчався в Московському військово-політичному училищі імені Леніна в місті Шадринську Курганської області.
Член ВКП(б) з 1943 року.
З травня 1944 по 1945 рік — комсомольський організатор батальйону 61-го гвардійського стрілецького полку 19-ї гвардійської стрілецької дивізії 5-го гвардійського стрілецького корпусу 39-ї армії 3-го Білоруського фронту.
Указом Президії Верховної Ради СРСР від 24 березня 1945 року за мужність і героїзм, проявлені при виконанні бойових завдань командування на фронті боротьби з німецько-фашистськими загарбниками гвардії лейтенанту Дружиніну Михайлу Івановичу присвоєно звання Героя Радянського Союзу з врученням ордена Леніна і медалі «Золота Зірка».
З 1945 року — помічник начальника політичного відділу по комсомолу 19-ї гвардійської дивізії 3-го Білоруського фронту.
З серпня 1945 року — помічник начальника політичного відділу по комсомолу 19-ї гвардійської дивізії 39-ї армії Забайкальського фронту. Брав участь у радянсько-японській війні, яку завершив у місті Порт-Артурі.
У 1948 році закінчив Смоленське військово-політичне училище пропагандистів.
З грудня 1948 року — старший інструктор по комсомольській роботі політичного управління Військ протиповітряної оборони СРСР.
У 1955 році закінчив Вищий військово-педагогічний інститут імені Калініна.
З жовтня 1955 року — заступник начальника, з серпня 1957 року — начальник політичного відділу мотострілецької дивізії.
У 1960—1962 роках — слухач Військової академії Генерального штабу ЗС СРСР.
У березні 1962 — лютому 1963 року — 1-й заступник начальника політичного відділу 43-ї ракетної армії Ракетних військ стратегічного призначення СРСР у місті Вінниці.
У лютому 1963 — жовтні 1969 року — начальник політичного відділу — заступник по політичній частині начальника Науково-випробувального дослідницького полігону № 5 (він же — космодром «Байконур») Казахської РСР.
У жовтні 1969 — жовтні 1973 року — 1-й заступник начальника політичного управління Київського військового округу.
У 1971 році закінчив академічні курси перепідготовки та удосконалення політичного складу при Військово-політичній академії імені Леніна.
У жовтні 1973 — липні 1975 року — начальник політичного управління Приволзького військового округу.
У липні 1975 — березні 1979 року — член Військової ради — начальник політичного управління Далекосхідного військового округу.
У березні 1979 — травні 1985 року — член Військової ради — начальник політичного управління Головного командування військ Далекого Сходу.
У травні 1985 — листопаді 1987 року — начальник політичного відділу Військової академії Генерального штабу Збройних сил СРСР імені Ворошилова.
З листопада 1987 року — у відставці в місті Москві.
Помер 31 березня 1995 року. Похований на Кунцевському цвинтарі в Москві.

## Військові звання
- Полковник
- Генерал-майор (16.06.1965)
- Генерал-лейтенант (25.04.1975)
- Генерал-полковник (14.02.1978)

## Нагороди
- Герой Радянського Союзу (24.03.1945)
- орден Леніна (24.03.1945)
- орден Жовтневої Революції (12.09.1980)
- два ордени Вітчизняної війни І ст. (1945, 1985)
- орден Вітчизняної війни ІІ ст. (1944)
- орден Трудового Червоного Прапора (1966)
- три ордени Червоної Зірки (1945, 1954, 1976)
- орден «За службу Батьківщині в Збройних Силах СРСР» III ступеня (1976)
- медалі
- Почесний громадянин міста Вітебська